# Vera Spanke
Vera Spanke (* 13. Dezember 1996 in Grevenbroich) ist eine deutsche Ruderin. Sie gewann die Bronzemedaille bei der Weltmeisterschaft 2019 im Leichtgewichts-Doppelvierer.

## Karriere
Spanke startete 2014 im Achter bei den Junioren-Weltmeisterschaften in Hamburg. Vor den Booten aus Russland und Rumänien konnte der deutsche Achter den Titel gewinnen.
Nachdem sie sich in den beiden folgenden Jahren im Riemen Bereich national nicht durchsetzen konnte, wechselte sie 2017 zu den Leichtgewichts Skullerinnen. Hier schaffte sie auf Anhieb den Sprung in die Nationalmannschaft und startete im Leichtgewichts-Doppelvierer bei den U23-Weltmeisterschaften. Zusammen mit Marion Reichardt, Luise Asmussen und Leonie Neuhaus gewann sie die Bronzemedaille hinter den Italienerinnen und Niederländerinnen.  2018 setzte sie sich national durch und startete im Leichtgewichts-Einer bei der U23-Weltmeisterschaft. Sie konnte den Vorlauf und das Halbfinale gewinnen und sich damit souverän fürs A-Finale qualifizieren. Im Finale musste sie sich dann Imogen Grant aus Großbritannien geschlagen geben und gewann die Silbermedaille.
2019 ging sie beim dritten Ruder-Weltcup der Saison in Rotterdam als zweites deutsches Boot mit Ronja Fini Sturm im Leichtgewichts-Doppelzweier an den Start. Sie verpassten den Einzug ins A-Finale und belegten knapp 1,5 Sekunden hinter dem anderen deutschen Boot mit Leonie Pieper und Leonie Pless den fünften Platz im B-Finale, was am Ende Platz 11 bedeutete. Für die Weltmeisterschaften in Linz/Ottensheim stiegen die vier dann gemeinsam in den Leichtgewichts-Doppelvierer. Hinter den Booten aus Italien und China konnten die vier die Bronzemedaille gewinnen.

## Internationale Erfolge
- 2014: Goldmedaille Junioren-Weltmeisterschaften im Achter
- 2017: Bronzemedaille U23-Weltmeisterschaften im Leichtgewichts-Doppelvierer
- 2018: Silbermedaille U23-Weltmeisterschaften im Leichtgewichts-Einer
- 2019: Bronzemedaille Weltmeisterschaften im Leichtgewichts-Doppelvierer

## Berufsweg
Spanke studierte Pharmazie an der Heinrich-Heine-Universität Düsseldorf und ist seit September 2022 Doktorandin im Bereich der Theoretischen Chemie an der Universität Innsbruck.